# 2024年のラリージャパン
2024年のラリージャパンは、2024年の世界ラリー選手権 (WRC) 第13戦として、2024年11月21日から11月24日にかけて、日本の愛知県・岐阜県で行われた。
正式名称は「FIA世界ラリー選手権 フォーラムエイト・ラリージャパン2024」(FIA World Rally Championship FORUM8 Rally Japan 2024)。

## 概要
WRCの日本ラウンドとしては通算9回目、本州中部地方での開催は3年連続3回目となる。
ドライバーズチャンピオンはヒョンデ所属の2名に絞られており、ティエリー・ヌービルがチームメイトのオィット・タナックに25点差をつけ、あと6点追加すれば自力で悲願の初タイトル獲得となる。マニュファクチャラーズ部門でもヒョンデがトヨタに15点差を付けており、両部門制覇がかかっている。ヒョンデ代表のシリル・アビテブールは両ドライバーに対してチームオーダーは出さないとコメントしている。
WRC2クラスはポイントリーダーのオリバー・ソルベルグ（シュコダ）がノミネート参戦を消化して最終戦に参加しないため、サミ・パヤリ（トヨタ）が2位以上でフィニッシュすれば逆転チャンピオンとなる。
今大会に先立ち、11月15日のFIA世界モータースポーツ評議会において、2025年シーズンからラリー1車両のプラグインハイブリッドユニットを廃止することが承認された。2022年から導入されたハイブリッド・ラリーカーの出番は、本イベントが最後となる。また、2021年からオフィシャルタイヤを供給してきたピレリも今季限りでサポートを終了する。

## エントリーリスト
- 2023年の35台から9台増え、計44台がエントリーした。WRC2クラスでは本年からデリバリーが始まったGRヤリス ラリー2が8台エントリーしている。
- 最高峰クラスのラリー1はトヨタ3台、ヒョンデ3台、Mスポーツ（フォード）2台の8台が参加する。
- WRC2クラスにTGRドライバー・チャレンジ・プログラム2期生として欧州でトレーニング中の小暮ひかると山本雄紀が参戦する。
- 1994年のWRCチャンピオンであるディディエ・オリオール（66歳）が国内部門JR1クラスにスポット参戦する[3]。WRC参戦は2005年のモンテカルロ以来となる。

| No.  | エントラント                                     | ドライバー コドライバー                                     | マシン                            | クラス グループ | 選手権        |
| ---- | ------------------------------------------------ | ----------------------------------------------------------- | --------------------------------- | --------------- | ------------- |
| 17   | トヨタ・ガズー・レーシングWRT                    | セバスチャン・オジェ バンサン・ランデ                       | トヨタ・GRヤリス ラリー1          | RC1 ラリー1     | M             |
| 33   | トヨタ・ガズー・レーシングWRT                    | エルフィン・エバンス スコット・マーティン                   | トヨタ・GRヤリス ラリー1          | RC1 ラリー1     | M             |
| 18   | トヨタ・ガズー・レーシングWRT                    | 勝田貴元 アーロン・ジョンストン                             | トヨタ・GRヤリス ラリー1          | RC1 ラリー1     | M             |
| 8    | ヒョンデ・シェル・モビスWRT                      | オィット・タナック マルティン・ヤルヴェオヤ                 | ヒョンデ・i20 N ラリー1           | RC1 ラリー1     | M             |
| 11   | ヒョンデ・シェル・モビスWRT                      | ティエリー・ヌービル マルティン・ウィダグ                   | ヒョンデ・i20 N ラリー1           | RC1 ラリー1     | M             |
| 9    | ヒョンデ・シェル・モビスWRT                      | アンドレアス・ミケルセン トルステン・エリクセン             | ヒョンデ・i20 N ラリー1           | RC1 ラリー1     | M             |
| 16   | Mスポーツ・フォードWRT                           | アドリアン・フルモー アレクサンドル・コリア                 | フォード・プーマ ラリー1          | RC1 ラリー1     | M             |
| 13   | Mスポーツ・フォードWRT                           | グレゴワール・ミュンスター ルイ・ルーカ                     | フォード・プーマ ラリー1          | RC1 ラリー1     | M             |
| 20   | プリントスポーツ                                 | サミ・パヤリ エンニ・マルコネン                             | トヨタ・GRヤリス ラリー2          | RC2 ラリー2     | WRC2(DC/CC)   |
| 21   | ニコライ・グリヤジン                             | ニコライ・グリヤジン ANA コンスタンティン・アレクサンドロフ | シトロエン・C3 ラリー2            | RC2 ラリー2     | WRC2(DC/CC)   |
| 22   | カエタン・カエタノビッチ                         | カエタン・カエタノビッチ マチェイ・スチェパニアク           | シュコダ・ファビアRS ラリー2      | RC2 ラリー2     | WRC2(DC/CC)   |
| 23   | ヤン・ソランス                                   | ヤン・ソランス ロドリゴ・サンファン                         | トヨタ・GRヤリス ラリー2          | RC2 ラリー2     | WRC2(DC/CC)   |
| 24   | トクスポーツWRT2                                 | ジョシュ・マッカリーン ジェームス・フルトン                 | シュコダ・ファビアRS ラリー2      | RC2 ラリー2     | WRC2(T)       |
| 25   | トクスポーツWRT2                                 | ガス・グリーンスミス ヨナス・アンデルソン                   | シュコダ・ファビアRS ラリー2      | RC2 ラリー2     | WRC2(T/D/C)   |
| 26   | ダニエル・クウィスト                             | ダニエル・クウィスト カミル・ヘラー                         | シュコダ・ファビアRS ラリー2      | RC2 ラリー2     | WRC2(DC/CC)   |
| 27   | ゲオルギオス・ヴァシラキス                       | ゲオルギオス・ヴァシラキス アラン・ハリーマン               | フォード・フィエスタMk.II ラリー2 | RC2 ラリー2     | WRC(DCM/CCM)  |
| 28   | エイモン・ボランド                               | エイモン・ボランド MJ                                       | シトロエン・C3 ラリー2            | RC2 ラリー2     | WRC2(DCM/CCM) |
| 29   | トヨタ・ガズー・レーシングWRT NG                 | 山本雄紀 マルコ・サルニネン                                 | トヨタ・GRヤリス ラリー2          | RC2 ラリー2     | WRC2(T/DC/CC) |
| 36   | トヨタ・ガズー・レーシングWRT NG                 | 小暮ひかる トピ・ルフティネン                               | トヨタ・GRヤリス ラリー2          | RC2 ラリー2     | WRC2(T/DC/CC) |
| 30   | クリストファー・イングラム                       | クリストファー・イングラム アレクサンダー・キフラニ         | トヨタ・GRヤリス ラリー2          | RC2 ラリー2     | WRC2(DC/CC)   |
| 31   | アヘッド・ジャパン・レーシングチーム             | 新井大輝 松尾俊亮                                           | シュコダ・ファビア ラリー2        | WRC2 ラリー2    | WRC2(DC/CC)   |
| 32   | ヘイキ・コバライネン                             | ヘイキ・コバライネン 北川紗衣                               | トヨタ・GRヤリス ラリー2          | RC2 ラリー2     | WRC2(DC/CC)   |
| 34   | ラック・ウィズ・ルーキーレーシング・ラリーチーム | 勝田範彦 木村裕介                                           | トヨタ・GRヤリス ラリー2          | WRC2 ラリー2    | WRC2(DCM/CC)  |
| 35   | フミオ・ヌタハラ                                 | 奴田原文雄 東駿吾                                           | トヨタ・GRヤリス ラリー2          | RC2 ラリー2     | WRC(DCM/CC)   |
| 37   | オサム・フクナガ                                 | 福永修 齊田美早子                                           | シュコダ・ファビア ラリー2 Evo    | RC2 ラリー2     | WRC2(DCM/CC)  |
| 38   | サトシ・イマイ                                   | 今井聡 ジェイソン・ファーマー                               | シトロエン・C3 ラリー2            | RC2 ラリー2     | WRC2(DCM/CC)  |
| 39   | ディエゴ・ドミンゲス                             | ディエゴ・ドミンゲス ロジェリオ・ペニャーテ                 | フォード・フィエスタ ラリー3      | RC3 ラリー3     | WRC3          |
| 40   | ジュバンニ・ロッシ                               | ジュバンニ・ロッシ キリアン・サルメザン                     | ルノー・クリオ ラリー3            | RC3 ラリー3     | WRC3          |
| 41   | スバル・チーム・アライ                           | 新井敏弘 井上草汰                                           | スバル・WRX S4                    | NAT JR1         |               |
| 43   | フィット・イージー・レーシング                   | ディディエ・オリオール デニス・ジロウデ                     | トヨタ・GRヤリス                  | NAT JR1         |               |
| 44   | トヨタ・ガズー・レーシング WRJ                   | 眞貝知志 安藤裕一                                           | トヨタ・GRヤリス                  | NAT JR1         |               |
| 45   | アルマンド・フマル                               | アルマンド・フマル ジュール・エスカルトフィグー             | アルピーヌ・A110                  | RGT             |               |
| 46   | ウェルパイン・モータースポーツ                   | 村田康介 梅本まどか                                         | トヨタ・GRヤリス                  | NAT JR1         |               |
| 47   | ラリーチーム・マカレル                           | 堀田信 河西晴雄                                             | トヨタ・GRヤリス                  | NAT JR1         |               |
| 48   | K-ONEレーシングチーム                            | 山本悠太 立久井和子                                         | トヨタ・86                        | NAT JR2         |               |
| 49   | マコ                                             | 平川真子 石田一輝                                           | トヨタ・ヤリス                    | NAT JR3         |               |
| 50   | Team BRIDE                                       | 佐々木康行 内田園美                                         | トヨタ・GRヤリス                  | NAT JR1         |               |
| 51   | Kunisawa.net                                     | 国沢光宏 木原雅彦                                           | ルノー・クリオ RSライン           | RC5 ラリー5     |               |
| 52   | LSCRラリーチーム                                 | 中山透 松浦俊朗                                             | トヨタ・GRヤリス                  | NAT JR1         |               |
| 53   | ウェルパイン・モータースポーツ                   | 入江慧士 蔭山恵                                             | トヨタ・ヴィッツ                  | NAT JR3         |               |
| 54   | チームHASラリー                                  | 萩原泰則 中田昌美                                           | スバル・WRX Sti 2015              | NAT JR1         |               |
| 55   | Dスポーツ・ハーフウェイレーシング・ラリーチーム  | 相原泰祐 萩野司                                             | ダイハツ・コペン                  | NAT JR3         |               |
| 56   | スリーファイブ・モータースポーツ                 | 高田幸治 山口大樹                                           | トヨタ・GRヤリス                  | NAT JR1         |               |
| 57   | ケイジ・セイタ                                   | 清田恵次 平井幸紀                                           | ホンダ・シビック タイプR          | NAT JR2         |               |
| 出典 |                                                  |                                                             |                                   |                 |               |

## ルート

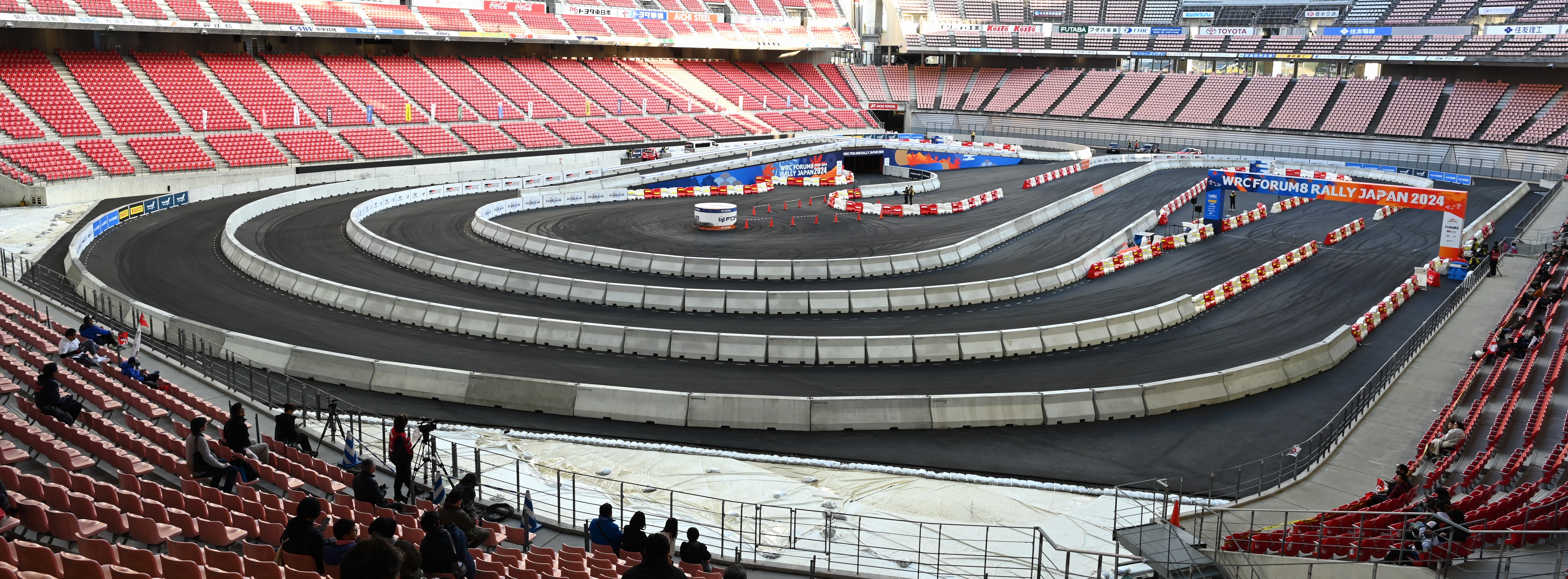
本大会限りの実施となった豊田スタジアムSSSの特設コース。

前年と同じく愛知県（豊田市・岡崎市・新城市・設楽町）と岐阜県（恵那市・中津川市）の6市町で開催される（詳細地図）。これまで最終日 (DAY4) に行われていた岐阜方面でのラリーが3日目に入れ替わったのが大きな変更点である。スペシャルステージ (SS) 本数は計21本。4日間の総走行距離は1,020.03 km、うちSS走行距離は302.59 km（29.7%）、移動区間（リエゾン）は717.44 kmである。
2023年に引き続き豊田スタジアム内でのSSSが実施されたが、スタジアム内の整備に約3億円を要し、2023年度の大会全体の収支は3億4千万円の赤字であったことから、本大会をもって豊田スタジアム内でのSSSは終了となる。
11月21日（DAY1）
走行距離：8.88 km SS距離：2.15 km リエゾン距離：6.73 km
午前中鞍ヶ池公園でシェイクダウンを行い、豊田スタジアムでのセレモニアルスタート後、2台同時スタートのスーパースペシャルステージ (SSS) の1本目（2.15 km）を行う。スタジアムSSSはジャンプ台の角度が緩やかに調整されたほか、中央に360度ターンが設置された。
11月22日（DAY2）
走行距離：387.88 km SS距離：126.00 km リエゾン距離：261.88 km
金曜日はSS2からSS9まで計8本。SS2伊勢神トンネル（23.67 km）、SS3稲武設楽（19.38 km）は変わらないが、SS4新城（17.41 km）が新たに設定された（前年までの新城市SSとは場所が異なる）。道の駅どんぐりの里いなぶでタイヤ交換サービス後、午後も同じ順番でSS5・6・7を走行。18時35分からナイトステージとして岡崎中央総合公園の敷地内でSSSを2本続けて行う（2.84 km×2）。
11月23日（DAY3）
走行距離：387.82 km SS距離：103.87 km リエゾン距離：283.95 km
土曜日はSS10からSS16まで7本。リエゾンで東海環状自動車道と中央自動車道を経由して岐阜県恵那市へ移動。新設のSS10笠置山（16.47 km）は恵那笠置山モーターパークの特設コースからスタートする。SS11根ノ上高原（11.60 km）とSS12恵那（22.79 km）を走行後、中津川公園でタイヤ交換サービスを行う。午後も同じ順番でSS13・14・15を走行。豊田スタジアムへ戻り、19時5分からスタジアムSSS（2.15 km）を行う。
11月24日（DAY4）
走行距離：235.45 km SS距離：70.57 km リエゾン距離：164.88 km
最終日はSS17からSS21までの5本。SS17額田（20.23km）、SS18三河湖（13.98 km）、SS19額田と走った後、豊田スタジアムでサービスを受け、3本目のスタジアムSSS (2.15 km) を行う。三河湖SSの前半部分は熊野神社前の交差点（通称「神ジャンクション」）を含めて、前年までのコースを逆走する形となる。午後のSS21三河湖が最終パワーステージ (PS) になり、ゴール後「まどいの丘」で暫定表彰式を行う。その後、豊田スタジアムでセレモニアルフィニッシュを行う。

## アイテナリー
日程はラリージャパン公式サイト競技者用掲示板のItinerary 1.2より。丸括弧内は観戦ポイント。
- DAY1 11月21日 木曜
  - 09:01 シェイクダウン 鞍ケ池公園 Kuragaike Park（鞍ケ池公園）
  - 18:52 セレモニアルスタート（豊田スタジアム）
  - 19:05 SS1 豊田スタジアムSSS TOYOTA STADIUM SSS 1（豊田スタジアム）
- DAY2 11月22日 金曜
  - 06:19 サービスA（豊田スタジアム）
  - 07:44 SS2 伊勢神トンネル Isegami's Tunnel 1（旭高原）
  - 08:44 SS3 稲武設楽 Inabu/Shitara 1（稲武/設楽駒ヶ原）
  - 10:12 SS4 新城 Shinshiro 1（東田原）
  - 12:27 タイヤフィッティングゾーン（道の駅どんぐりの里いなぶ）
  - 13:32 SS5 伊勢神トンネル Isegami's Tunnel 2（旭高原）
  - 14:32 SS6 稲武設楽 Inabu/Shitara 2（稲武/設楽駒ヶ原）
  - 16:00 SS7 新城 Shinshiro 2（東田原）
  - 18:35 SS8 岡崎SSS Okazaki SSS 1（岡崎中央総合公園）
  - 18:44 SS9 岡崎SSS Okazaki SSS 2（岡崎中央総合公園）
  - 19:44 サービスB（豊田スタジアム）
- DAY3 11月23日 土曜
  - 06:19 サービスC（豊田スタジアム）
  - 08:05 SS10 笠置山 Mt. Kasagi 1（笠置山モーターパーク）
  - 09:03 SS11 根の上高原 Nenoue Kougen 1（根の上高原）
  - 10:16 SS12 恵那 Ena 1（山岡駅/田沢/上矢作/明智）
  - 12:04 タイヤフィッティングゾーン（中津川公園）
  - 13:05 SS13 笠置山 Mt. Kasagi 2（笠置山モーターパーク）
  - 14:08 SS14 根の上高原 Nenoue Kougen 2（根の上高原）
  - 15:16 SS15 恵那 Ena 2（山岡駅/田沢/上矢作/明智）
  - 18:07 サービスD（豊田スタジアム）
  - 19:05 SS16 豊田スタジアムSSS TOYOTA STADIUM SSS 2（豊田スタジアム）
- DAY4 11月24日 日曜
  - 06:26 サービスE（豊田スタジアム）
  - 07:39 SS17 額田 Nukata 1（千万町楽校）
  - 08:35 SS18 三河湖 Lake Mikawako 1（三河湖）
  - 09:38 SS19 額田 Nukata 2（千万町楽校）
  - 11:49 サービスF（豊田スタジアム）
  - 12:17 SS20 豊田スタジアムSSS TOYOTA STADIUM SSS 3（豊田スタジアム）
  - 14:15 SS21 三河湖 Lake Mikawako 2（三河湖）
  - 16:30 セレモニアルフィニッシュ・表彰式（豊田スタジアム）

## レポート

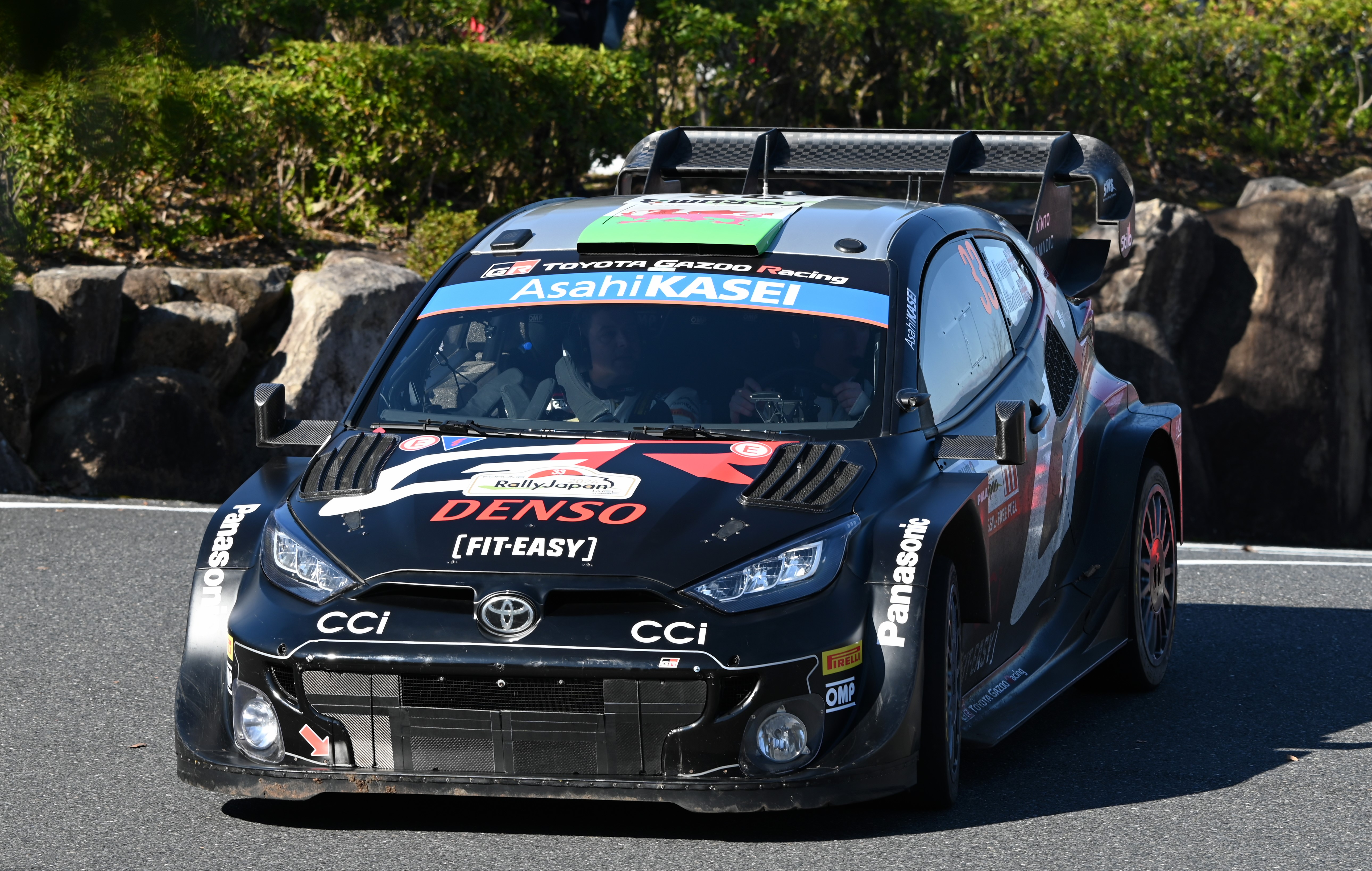
2023年に続きラリージャパンを連覇した#33エバンス/マーティンのGRヤリス ラリー1（DAY3中津川ミニサービスにて）

初日のスタジアムSSS1本目を経て、本格的な競技が始まるDAY2は荒れ模様の展開となった。SS2ではトヨタのセバスチャン・オジェと勝田貴元がパンクに見舞われ、早くも脱落。SS4ではポイントリーダーのティエリー・ヌービル（ヒョンデ）の車にターボトラブルが発生し、故障を抱えたまま走行を続けたため、トップから7分41秒遅れの15位に後退した。SS5はアンドレアス・ミケルセン（ヒョンデ）が立木に衝突しコースを塞いだため、途中で赤旗キャンセルとなった。トラブルフリーで走行したオィット・タナック（ヒョンデ）が、エルフィン・エバンス（トヨタ）に20秒差をつけてリードした。
DAY3は岐阜方面へ。午前のループでエバンスが差を詰めるも、タナックが再び引き離し、38秒差までリードを広げた。表彰台圏内で競り合う勝田とアドリアン・フルモー（フォード）を抜いて、オジェが3位まで挽回。ヌービルも7位まで挽回し、土曜日までの暫定順位に与えられる4ポイントを確保。チャンピオン確定まであと2ポイントとした。マニュファクチャラーズ部門はヒョンデとトヨタの差が11ポイントに縮まった。なお、SS12ではスタート地点に侵入した一般車両が競技進行を妨害し、ステージが途中キャンセルとなる事案が発生した。
最終日DAY4は最初のSS17でタナックがコースアウトし、クラッシュ・リタイアする衝撃的な幕開けとなった。この瞬間、ヌービルのドライバーズチャンピオン初戴冠（ベルギー人として初のWRCチャンピオン）が決定した。タナックの自滅によりエバンスが首位に立ち、2年連続でラリージャパンを制覇した。マニュファクチャラーズ部門はSS20終了時点でヒョンデとトヨタが同点で並んだが、最終SS21のパワーステージでオジェがヌービルを上回るトップタイムをマークし、トヨタが4年連続・通算8回目のチャンピオンを獲得した。
WRC2クラスは『頭文字D』リスペクトの車体カラーで出走したニコライ・グリヤジン（シトロエン）が優勝。2位完走したサミ・パヤリ（トヨタ）がWRC2チャンピオンを獲得した。ナショナル部門では元WRCチャンピオンのディディエ・オリオール（トヨタ）が慣れない右ハンドル車に苦戦しながらも、往年の技を見せて優勝した。

## リザルト

### スペシャルステージ順位
| 曜日          | SS                                        | 距離      | SS順位・タイム（1位との差）        | SS順位・タイム（1位との差）               | SS順位・タイム（1位との差）             | リーダー （2位との差）                      |
| 曜日          | SS                                        | 距離      | 1位                                | 2位                                       | 3位                                     | リーダー （2位との差）                      |
| ------------- | ----------------------------------------- | --------- | ---------------------------------- | ----------------------------------------- | --------------------------------------- | ------------------------------------------- |
| DAY1 11月21日 | SS 1 豊田スタジアム TOYOTA STADIUM SSS 1  | 2.15 km   | 16. フルモー/コリア 1:44.4         | 8. タナック/ヤルヴェオヤ 1:44.9 (+0.5)    | 16. 勝田/ジョンストン 1:45.2 (+0.8)     |                                             |
| DAY2 11月22日 | SS 2 伊勢神トンネル Isegami's Tunnel 1    | 23.67 km  | 11. ヌービル/ウィダグ 18:27.4      | 8. タナック/ヤルヴェオヤ 18:28.6 (+1.2)   | 33. エバンス/マーティン 18:32.4 (+5.0)  | 8. タナック/ヤルヴェオヤ 20:13.5 (-0.5)     |
| DAY2 11月22日 | SS 3 稲武設楽 Inabu/Shitara 1             | 19.38 km  | 17. オジェ/ランデ 12:14.8          | 33. エバンス/マーティン 12:16.6 (+1.8)    | 8. タナック/ヤルヴェオヤ 12:18.3 (+3.5) | 8. タナック/ヤルヴェオヤ 32:31.8 (-1.9)     |
| DAY2 11月22日 | SS 4 新城 Shinshiro 1                     | 17.41 km  | 33. エバンス/マーティン 9:49.7     | 17. オジェ/ランデ 9:52.7 (+3.0)           | 8. タナック/ヤルヴェオヤ 9:52.9 (+3.2)  | 33. エバンス/マーティン 42:24.0 (-0.7)      |
| DAY2 11月22日 | SS 5 伊勢神トンネル Isegami's Tunnel 2    | 23.67 km  | 8. タナック/ヤルヴェオヤ 18:03.2   | 17. オジェ/ランデ 18:09.4 (+6.2)          | 33. エバンス/マーティン 18:17.6 (+14.4) | 8. タナック/ヤルヴェオヤ 1:00:27.9 (-13.7)  |
| DAY2 11月22日 | SS 6 稲武設楽 Inabu/Shitara 2             | 19.38 km  | 8. タナック/ヤルヴェオヤ 12:00.1   | 17. オジェ/ランデ 12:04.0 (+3.9)          | 33. エバンス/マーティン 12:06.8 (+6.7)  | 8. タナック/ヤルヴェオヤ 1:12:28.0 (-20.4)  |
| DAY2 11月22日 | SS 7 新城 Shinshiro 2                     | 17.41 km  | 33. エバンス/マーティン 9:45.5     | 8. タナック/ヤルヴェオヤ 9:45.9 (+0.4)    | 17. オジェ/ランデ 9:48.5 (+3.0)         | 8. タナック/ヤルヴェオヤ 1:22:13.9 (-20.0)  |
| DAY2 11月22日 | SS 8 岡崎 Okazaki SSS 1                   | 2.54 km   | 18. 勝田/ジョンストン 2:01.1       | 8. タナック/ヤルヴェオヤ 2:01.7 (+0.6)    | 17. オジェ/ランデ 2:01.7 (+0.6)         | 8. タナック/ヤルヴェオヤ 1:24:15.6 (-21.0)  |
| DAY2 11月22日 | SS 9 岡崎 Okazaki SSS 2                   | 2.54 km   | 18. 勝田/ジョンストン 2:01.9       | 16. フルモー/コレア 2:01.9                | 33. エバンス/マーティン 2:01.9          | 8. タナック/ヤルヴェオヤ 1:26:17.6 (-20.9)  |
| DAY1-DAY2総合 | DAY1-DAY2総合                             | 128.15km  | 8. タナック/ヤルヴェオヤ 1:26:17.6 | 33. エバンス/マーティン 1:26:38.5 (+20.9) | 16. フルモー/コレア 1:28:11.5 (+1:33.0) |                                             |
| DAY3 11月23日 | SS 10 笠置山 Mt. Kasagi 1                 | 16.47 km  | 33. エバンス/マーティン 12:04.3    | 8. タナック/ヤルヴェオヤ 12:07.3 (+3.0)   | 13. ミュンスター/ルーカ 12:07.3 (+3.0)  | 8. タナック/ヤルヴェオヤ 1:38:24.9 (-17.9)  |
| DAY3 11月23日 | SS 11 根ノ上高原 Nenoue Kougen 1          | 11.60 km  | 11. ヌービル/ウィダグ 7:40.2       | 17. オジェ/ランデ 7:41.4 (+1.2)           | 18. 勝田/ジョンストン 7:45.1 (+1.3)     | 8. タナック/ヤルヴェオヤ 1:46:10.1 (-16.3)  |
| DAY3 11月23日 | SS 12 恵那 Ena 1                          | 22.79 km  | 33. エバンス/マーティン 16:38.3    | 8. タナック/ヤルヴェオヤ 16:39.3 (+1.0)   | 17. オジェ/ランデ 16:38.3 (+1.0)        | 8. タナック/ヤルヴェオヤ 2:02:49.4 (-15.3)  |
| DAY3 11月23日 | SS 13 笠置山 Mt. Kasagi 2                 | 16.47 km  | 8. タナック/ヤルヴェオヤ 11:30.1   | 17. オジェ/ランデ 11:30.9 (+0.8)          | 18. 勝田/ジョンストン 11:34.2 (+4.1)    | 8. タナック/ヤルヴェオヤ 2:14:19.5 (-21.4)  |
| DAY3 11月23日 | SS 14 根ノ上高原 Nenoue Kougen 2          | 11.60 km  | 17. オジェ/ランデ 7:32.6           | 11. ヌービル/ウィダグ 7:32.6              | 18. 勝田/ジョンストン 7:35.0 (+2.4)     | 8. タナック/ヤルヴェオヤ 2:21:55.7 (-23.8)  |
| DAY3 11月23日 | SS 15 恵那 Ena 2                          | 22.79 km  | 17. オジェ/ランデ 16:06.4          | 11. ヌービル/ウィダグ 16:06.5 (+0.1)      | 16. フルモー/コレア 16:07.7 (+1.3)      | 8. タナック/ヤルヴェオヤ 2:38:05.4 (-36.0)  |
| DAY3 11月23日 | SS 16 豊田スタジアム TOYOTA STADIUM SSS 2 | 2.15 km   | 8. タナック/ヤルヴェオヤ 1:42.6    | 16. フルモー/コレア 1:43.7 (+1.1)         | 13. ミュンスター/ルーカ 1:44.3 (+1.7)   | 8. タナック/ヤルヴェオヤ 2:39:48.0 (-38.0)  |
| DAY1-DAY3総合 | DAY1-DAY3総合                             | 232.02 km | 8. タナック/ヤルヴェオヤ 2:39:48.0 | 33. エバンス/マーティン 2:40:26.0 (+38.0) | 17. オジェ/ランデ 2:41:58.9 (1:32.9)    |                                             |
| DAY4 11月24日 | SS 17 額田 Nukata 1                       | 20.23 km  | 9. ミケルセン/エリクセン 11:57.5   | 33. エバンス/マーティン 12:01.9 (+4.4)    | 11. ヌービル/ウィダグ 12:02.4 (+4.9)    | 33. エバンス/マーティン 2:52:27.9 (-1:36.9) |
| DAY4 11月24日 | SS 18 三河湖 Lake Mikawako 1              | 13.98 km  | 11. ヌービル/ウィダグ 8:42.4       | 9. ミケルセン/エリクセン 8:45.8 (+3.4)    | 16. フルモー/コレア 8:46.2 (+3.8)       | 33. エバンス/マーティン 3:01:14.6 (-1:37.5) |
| DAY4 11月24日 | SS 19 額田 Nukata 2                       | 20.23 km  | 11. ヌービル/ウィダグ 11:51.9      | 17. オジェ/ランデ 11:51.9                 | 9. ミケルセン/エリクセン 11:54.7 (+2.8) | 33. エバンス/マーティン 3:13:12.8 (-1:31.2) |
| DAY4 11月24日 | SS 20 豊田スタジアム TOYOTA STADIUM SSS 3 | 2.15 km   | 18. 勝田/ジョンストン 1:44.1       | 16. フルモー/コレア 1:44.4 (+0.3)         | 9. ミケルセン/エリクセン 1:44.5 (+0.4)  | 33. エバンス/マーティン 3:14:58.6 (-1:31.2) |
| DAY4 11月24日 | SS 21 三河湖 Lake Mikawako 2 PS           | 13.98 km  | 17. オジェ/ランデ 8:38.5           | 11. ヌービル/ウィダグ 8:40.4 (+1.3)       | 33. エバンス/マーティン 8:42.4 (+3.9)   | 33. エバンス/マーティン 3:23:41.0 (-1:27.3) |
| DAY1-DAY4総合 | DAY1-DAY4総合                             | 302.59 km | 33. エバンス/マーティン 3:23:41.0  | 17. オジェ/ランデ 3:25.08.3 (+1:27.3)     | 16. フルモー/コレア 3:25:36.5 (+1:55.5) |                                             |

### 最終成績
| 順位         | 順位         | No | ドライバー コ・ドライバー                                   | エントラント                                     | クラス     | 車両                              | SS             | Pen            | Total          | 差             | ポイント                              |
| 総合         | クラス       | No | ドライバー コ・ドライバー                                   | エントラント                                     | クラス     | 車両                              | SS             | Pen            | Total          | 差             | ポイント                              |
| ------------ | ------------ | -- | ----------------------------------------------------------- | ------------------------------------------------ | ---------- | --------------------------------- | -------------- | -------------- | -------------- | -------------- | ------------------------------------- |
| 1            | 1            | 33 | エルフィン・エバンス スコット・マーティン                   | トヨタ・ガズー・レーシングWRT                    | P1(RC1）   | トヨタ・GRヤリス ラリー1          | 3:23:41.0      |                | 3:23:41.0      |                | WRC:18+4+3 M:18+4+3                   |
| 2            | 2            | 17 | セバスチャン・オジェ バンサン・ランデ                       | トヨタ・ガズー・レーシングWRT                    | P1(RC1）   | トヨタ・GRヤリス ラリー1          | 3:25:08.3      |                | 3:25:08.3      |                | WRC:15+5+5 M:15+5+5                   |
| 3            | 3            | 16 | アドリアン・フルモー アレクサンドル・コリア                 | Mスポーツ・フォードWRT                           | P1(RC1）   | フォード・プーマ ラリー1          | 3:25:36.5      |                | 3:25:36.5      |                | WRC:13+3+0 M:13+3+0                   |
| 4            | 4            | 18 | 勝田貴元 アーロン・ジョンストン                             | トヨタ・ガズー・レーシングWRT                    | P1(RC1）   | トヨタ・GRヤリス ラリー1          | 3:25:43.6      |                | 3:25:43.6      |                | WRC:10+2+2 M:-                        |
| 5            | 5            | 13 | グレゴワール・ミュンスター ルイ・ルーカ                     | Mスポーツ・フォードWRT                           | P1(RC1）   | フォード・プーマ ラリー1          | 3:26:52.5      |                | 3:26:52.5      |                | WRC:8+1+0 M:10+2+0                    |
| 6            | 6            | 11 | ティエリー・ヌービル マルティン・ウィダグ                   | ヒョンデ・シェル・モビスWRT                      | P1(RC1）   | ヒョンデ・i20 N ラリー1           | 3:30:35.1      |                | 3:30:35.1      |                | WRC:6+7+4 M:8+7+4                     |
| 7            | 1            | 21 | ニコライ・グリヤジン ANA コンスタンティン・アレクサンドロフ | ニコライ・グリヤジン                             | WRC2(RC2） | シトロエン・C3 ラリー2            | 3:33:45.3      |                | 3:33:45.3      |                | WRC:4+0+0 WRC2(D/C/DC/CC):25          |
| 8            | 2            | 20 | サミ・パヤリ エンニ・マルコネン                             | プリントスポーツ                                 | WRC2(RC2） | トヨタ・GRヤリス ラリー2          | 3:35:31.8      |                | 3:35:31.8      |                | WRC:3+0+0 WRC2(D/C/DC/CC):18          |
| 9            | 3            | 31 | 新井大輝 松尾俊亮                                           | アヘッド・ジャパン・レーシングチーム             | WRC2(RC2） | シュコダ・ファビア ラリー2        | 3:37:05.3      |                | 3:37:05.3      |                | WRC:2+0+0 WRC2(D/C/DC/CC):15          |
| 10           | 4            | 25 | ガス・グリーンスミス ヨナス・アンデルソン                   | トクスポーツWRT2                                 | WRC2(RC2） | シュコダ・ファビアRS ラリー2      | 3:37:56.8      |                | 3:37:56.8      |                | WRC:1+0+0 WRC2(D/C):12 WRC2(T):25     |
| 11           | 5            | 22 | カエタン・カエタノビッチ マチェイ・スチェパニアク           | カエタン・カエタノビッチ                         | WRC2(RC2） | シュコダ・ファビアRS ラリー2      | 3:40:31.9      |                | 3:40:31.9      |                | WRC2(D/C):10 WRC2(DC/CC):12           |
| 12           | 6            | 36 | 小暮ひかる トピ・ルフティネン                               | トヨタ・ガズー・レーシングWRT NG                 | WRC2(RC2） | トヨタ・GRヤリス ラリー2          | 3:40:54.0      | 01:40          | 3:42:34.0      |                | WRC2(D/C):8 WRC2(DC/CC):10 WRC2(T):18 |
| 13           | 7            | 34 | 勝田範彦 木村裕介                                           | ラック・ウィズ・ルーキーレーシング・ラリーチーム | WRC2(RC2） | トヨタ・GRヤリス ラリー2          | 3:45:08.8      |                | 3;45:08.8      |                | WRC2(D/C):6 WRC2(DC/CC):8 WRCMCD:25   |
| 14           | 8            | 35 | 奴田原文雄 東駿吾                                           | フミオ・ヌタハラ                                 | WRC2(RC2） | トヨタ・GRヤリス ラリー2          | 3:47:32.4      | 01:30          | 3:49:02.4      |                | WRC2(D/C):4 WRC2(DC/CC):6 WRCMCD:18   |
| 15           | 1            | 39 | ディエゴ・ドミンゲス ロジェリオ・ペニャーテ                 | ディエゴ・ドミンゲス                             | WRC3(RC3） | フォード・フィエスタ ラリー3      | 3:49:22.2      |                | 3:49:22.2      |                | WRC3(D/C):25                          |
| 16           | 9            | 26 | ダニエル・クウィスト カミル・ヘラー                         | ダニエル・クウィスト                             | WRC2(RC2） | シュコダ・ファビアRS ラリー2      | 3:51:03.0      |                | 3:51:03.0      |                | WRC2(D/C):2 WRC2(DC/CC):4             |
| 17           | 10           | 37 | 福永修 齊田美早子                                           | オサム・フクナガ                                 | WRC2(RC2） | シュコダ・ファビア ラリー2 Evo    | 3:52:34.9      |                | 3:52:34.9      |                | WRC2(D/C):1 WRC2(DC/CC):2 WRCMCD:15   |
| 18           | 1            | 45 | アルマンド・フマル ジュール・エスカルトフィグー             | アルマンド・フマル                               | RGT        | アルピーヌ・A110                  | 4:00:50.2      | 00:10          | 4:01:00.2      |                | WRCMCD:12                             |
| 19           | 1            | 43 | ディディエ・オリオール デニス・ジロウデ                     | フィット・イージー・レーシング                   | JR1        | トヨタ・GRヤリス                  | 4:02:25.0      |                | 4:02:25.0      |                |                                       |
| 20           | 2            | 46 | 村田康介 梅本まどか                                         | ウェルパイン・モータースポーツ                   | JR1        | トヨタ・GRヤリス                  | 4:04:31.2      |                | 4:04:31.2      |                |                                       |
| 21           | 2            | 40 | ジュバンニ・ロッシ キリアン・サルメザン                     | ジュバンニ・ロッシ                               | WRC3(RC3） | ルノー・クリオ ラリー3            | 4:09:01.8      |                | 4:09:01.8      |                | WRC3(D/C):18                          |
| 22           | 1            | 48 | 山本悠太 立久井和子                                         | K-ONEレーシングチーム                            | JR2        | トヨタ・86                        | 4:10:19.4      |                | 4:10:19.4      |                |                                       |
| 23           | 11           | 23 | ヤン・ソランス ロドリゴ・サンファン                         | ヤン・ソランス                                   | WRC2(RC2） | トヨタ・GRヤリス ラリー2          | 4:12:10.5      | 02:50          | 4:15:00.5      |                | WRC2(DC/CC):1                         |
| 24           | 12           | 27 | ゲオルギオス・ヴァシラキス アラン・ハリーマン               | ゲオルギオス・ヴァシラキス                       | WRC2(RC2） | フォード・フィエスタMk.II ラリー2 | 4:12:57.0      | 04:40          | 4:17:37.0      |                | WRCMCD:10 WRCMCC:25                   |
| 25           | 3            | 50 | 佐々木康行 内田園美                                         | Team BRIDE                                       | JR1        | トヨタ・GRヤリス                  | 4:21:04.4      |                | 4:21:04.4      |                |                                       |
| 26           | 13           | 28 | エイモン・ボランド MJ                                       | エイモン・ボランド                               | WRC2(RC2） | シトロエン・C3 ラリー2            | 3:57:51.3      | 30:00          | 4:27:51.3      |                | WRCMCD:8 WRCMCC:18                    |
| 27           | 1            | 49 | 平川真子 石田一輝                                           | マコ                                             | JR3        | トヨタ・ヤリス                    | 4:29:55.7      | 00:10          | 4:30:05.7      |                |                                       |
| 28           | 4            | 52 | 中山透 松浦俊朗                                             | LSCRラリーチーム                                 | JR1        | トヨタ・GRヤリス                  | 4:40:53.7      |                | 4:40:53.7      |                |                                       |
| 29           | 2            | 57 | 清田恵次 平井幸紀                                           | ケイジ・セイタ                                   | JR2        | ホンダ・シビック タイプR          | 4:42:59.5      |                | 4:42:59.5      |                |                                       |
| 30           | 14           | 24 | ジョシュ・マッカリーン ジェームス・フルトン                 | トクスポーツWRT2                                 | WRC2(RC2） | シュコダ・ファビアRS ラリー2      | 4:46:01.1      |                | 4:46:01.1      |                | WRC2(T):15                            |
| 31           | 7            | 9  | アンドレアス・ミケルセン トルステン・エリクセン             | ヒョンデ・シェル・モビスWRT                      | P1(RC1）   | ヒョンデ・i20 N ラリー1           | 4:55:02.7      | 00:40          | 4:55:02.7      |                | WRC:0+6+1 M:6+6+1                     |
| 32           | 15           | 38 | 今井聡 ジェイソン・ファーマー                               | サトシ・イマイ                                   | WRC2(RC2） | シトロエン・C3 ラリー2            | 5:02:24.3      | 00:50          | 5:03:14.3      |                | WRCMCD:6                              |
| 33           | 5            | 54 | 萩原泰則 中田昌美                                           | チームHASラリー                                  | JR1        | スバル・WRX Sti 2015              | 5:07:34.2      | 04:50          | 5:12:24.2      |                |                                       |
| 34           | 2            | 55 | 相原泰祐 萩野司                                             | Dスポーツ・ハーフウェイレーシング・ラリーチーム  | JR3        | ダイハツ・コペン                  | 5:12:50.6      | 02:10          | 5:15:00.6      |                |                                       |
| 35           | 6            | 44 | 眞貝知志 安藤裕一                                           | トヨタ・ガズー・レーシング WRJ                   | JR1        | トヨタ・GRヤリス                  | 5:22:39.0      |                | 5:23:39.0      |                |                                       |
| 36           | 3            | 53 | 入江慧士 蔭山恵                                             | ウェルパイン・モータースポーツ                   | JR3        | トヨタ・ヴィッツ                  | 5:38:53.2      |                | 5:38:53.2      |                |                                       |
| 37           | 7            | 56 | 高田幸治 山口大樹                                           | スリーファイブ・モータースポーツ                 | JR1        | トヨタ・GRヤリス                  | 5:46:47.0      | 01:10          | 5:47:57.0      |                |                                       |
| 38           | 8            | 41 | 新井敏弘 井上草汰                                           | スバル・チーム・アライ                           | JR1        | スバル・WRX S4                    | 5:55:06.0      |                | 5:55:06.0      |                |                                       |
| SS18リタイヤ | SS18リタイヤ | 30 | クリストファー・イングラム アレクサンダー・キフラニ         | クリストファー・イングラム                       | WRC2(RC2） | トヨタ・GRヤリス ラリー2          | サスペンション | サスペンション | サスペンション | サスペンション |                                       |
| SS18リタイヤ | SS18リタイヤ | 29 | 山本雄紀 マルコ・サルニネン                                 | トヨタ・ガズー・レーシングWRT NG                 | WRC2(RC2） | トヨタ・GRヤリス ラリー2          | アクシデント   | アクシデント   | アクシデント   | アクシデント   |                                       |
| SS18リタイヤ | SS18リタイヤ | 47 | 堀田信 河西晴雄                                             | ラリーチーム・マカレル                           | WRC2(RC2） | トヨタ・GRヤリス ラリー2          | メカニカル     | メカニカル     | メカニカル     | メカニカル     |                                       |
| SS17リタイヤ | SS17リタイヤ | 8  | オィット・タナック マルティン・ヤルヴェオヤ                 | ヒョンデ・シェル・モビスWRT                      | P1(RC1）   | ヒョンデ・i20 N ラリー1           | アクシデント   | アクシデント   | アクシデント   | アクシデント   |                                       |
| SS17リタイヤ | SS17リタイヤ | 29 | ヘイキ・コバライネン 北川紗衣                               | ヘイキ・コバライネン                             | WRC2(RC2） | トヨタ・GRヤリス ラリー2          | アクシデント   | アクシデント   | アクシデント   | アクシデント   |                                       |
| TC9Dリタイヤ | TC9Dリタイヤ | 51 | 国沢光宏 木原雅彦                                           | Kunisawa.net                                     | RC5        | ルノー・クリオ RSライン           | メカニカル     | メカニカル     | メカニカル     | メカニカル     |                                       |

#### WRC(パワーステージ)
| 順位 | No | ドライバー コ・ドライバー                       | エントラント                  | タイム   | 差     |
| ---- | -- | ----------------------------------------------- | ----------------------------- | -------- | ------ |
| 1    | 17 | セバスチャン・オジェ バンサン・ランデ           | トヨタ・ガズー・レーシングWRT | 8:38.527 |        |
| 2    | 11 | ティエリー・ヌービル マルティン・ウィダグ       | ヒョンデ・シェル・モビスWRT   | 8:40.423 | +1.896 |
| 3    | 33 | エルフィン・エバンス スコット・マーティン       | トヨタ・ガズー・レーシングWRT | 8:42.433 | +3.906 |
| 4    | 18 | 勝田貴元 アーロン・ジョンストン                 | トヨタ・ガズー・レーシングWRT | 8:43.317 | +4.790 |
| 5    | 9  | アンドレアス・ミケルセン トルステン・エリクセン | ヒョンデ・シェル・モビスWRT   | 8:45.123 | +6.596 |

## 備考
DAY3のSS12（恵那1）の競技が行われている最中、一般のワンボックスカーが検問の警備スタッフの制止を振り切って規制エリア内に侵入。コース上を520 m逆走し、スタート地点で待機中だったエバンス車の前に停車し、競技運営を妨害した。運転手が退去指示に応じなかったため警察が出動し、侵入車両を連行した。SS12は安全上の理由からキャンセルとなり、7番手エバンス以降のクルーは代替ルートを通って次の会場へ移動した。なお、午後のSS15（恵那2）は予定通り実施された。
WRCスチュワードは「侵入を妨げる物理的障害が設置されていなかった」「スタート地点のマーシャルからラリーコントロールへ速やかな報告がなされなかった」と指摘した上で、過去2年間も安全上の問題が起きていることにも触れ、主催者が2024 FIA国際競技規則第12.2.1.hに違反したと結論付け、罰金5万ユーロ（約800万円）を支払うよう求めた。また、2025年大会までに完全なマーシャルトレーニングが実施されるよう、執行猶予付きの追加の罰金10万ユーロ（約1,600万円）が科せられた。
ラリージャパン実行委員会は遺憾の意を表明し、12月18日に岐阜県警恵那警察署に被害届を提出。2025年1月28日、岐阜県警は威力業務妨害の疑いで愛知県東海市の男性を逮捕した。容疑者は「知人に会いに行くために入った」などと供述し、容疑を否認している。同年4月17日、岐阜地裁多治見支部は、知人との待ち合わせ場所に行くためだったとする動機について「身勝手で自己中心的」と非難し、男に懲役2年6月執行猶予5年を言い渡した。